# ソニック・ザ・ヘッジホッグ4
『ソニック・ザ・ヘッジホッグ4』 (SONIC THE HEDGEHOG 4)  はセガより発売されたアクションゲーム。ネット配信専用ソフトで、『エピソードI（ワン）』が2010年10月に、『エピソードII（ツー）』が2012年5月にそれぞれ配信された。

## 概要
メガドライブで発売された『ソニック&ナックルズ』以来16年ぶりとなるソニック・ザ・ヘッジホッグシリーズの作品で、ストーリーも続編的な扱いとなっている。『ソニック ワールドアドベンチャー』のインタビューの際、原点を意識したゲーム制作の意思があることは示唆されており、この言葉が実現した形となった。
開発コードネームは「Needlemouse」。これは「ソニック・ザ・ヘッジホッグ」の当初の名前であった「ミスター・ニードルマウス」に由来する。2010年2月に『エピソードI』が、さらに2012年1月に続編となる『エピソードII』が発表された。
なお、Wiiについては『エピソードI』の配信が行われているものの、『エピソードII』の対応機種からは外されている。また、『エピソードI』のモバイル向けでは当初iOSのみに対応し、Windows Phone 7版およびAndroid版の配信も後に行われており、『エピソードII』でもこれらの機種に対応している。Android版については『エピソードII』の配信に合わせる形で、2012年5月になって配信された。

## ゲームシステム
ゲーム自体は2Dアクションだが、グラフィックは一部を除いて3Dである。時折メガドライブ版のソニックのグラフィックがアイコンなどで使用されている。また、最初に出るSEGAのロゴ画面のジングルもかつてのシリーズで使われていたものを踏襲している。
アクション
かつてのシリーズにはなかったホーミングアタックがアクションとして盛り込まれていたり、スプリングのデザインが現在のものになっているなど新作の要素はあるものの、効果音の多くはかつてのシリーズのものをほぼそのまま使用している。
『エピソードII』ではテイルスとのタッグアクションが追加された。タッグアクションは以下の通り。
フライトコンビネーション
地面に足が付いていない状態で発動させることで、テイルスがソニックを持ち上げて空を飛ぶことができる。ただし、長い間飛び続けると疲れて降下してしまう。地面に足が付くと疲れが回復する。
サブマリンコンビネーション
水中でかつ地面に足が付いていない状態で発動させることで、テイルスがソニックを持ち上げて水中を自由に泳ぐことができる。こちらには時間制限はない。地面に足が付くと元に戻る。この状態でそのまま水から出るとそのままフライトコンビネーションに移行する。
ローリングコンビネーション
地面に足が付いている状態で発動させることで、ソニックとテイルスが一緒になって回転しながら高速で移動することができる。移動中は敵に当たってもダメージを受けない。ただし、壁にぶつかるとスピードが落ちるほか、動く方向を途中で変えることはできない。
スペシャルステージ
両作品ともにスペシャルステージが存在し、ゴール時にリングを50個以上所持した状態だとゴールにビッグリングが現れ、その中に飛び込むことでスペシャルステージへ行くことができる。ゴールに辿り着くとカオスエメラルドが手に入る。
『エピソードI』では『ソニック1』に似たステージで、丸まった状態になったソニックを動かしてゴールを目指すというもの。『ソニック1』と同様、触れると強制終了になるトラップがあるほか、時間制限があり残り時間がゼロになると強制終了となる。
『エピソードII』では『ソニック2』に似たステージで、ソニックとテイルスが奥への強制スクロールで進みながら左右の移動とジャンプのみの操作で規定のリングを集めることが目的である。『ソニック2』同様、ステージ上には爆弾があり、これに当たってしまうとリングが10個減少する。また、チェックポイントが3つあり、チェックポイントごとに決められたリングを集めなければならず、リングが足りない状態でチェックポイントに到達するとスペシャルステージは強制終了する。この他、本作では新たに電気玉と加速床、ジャンプ台、ゲートが登場。電気玉は触れてもリングは減少しないがスピードが大幅にダウン。ジャンプ台はこれ触れることで別のルートを進むことができる。ゲートは通過するとコース上に光るリングが現れ、これらを一定時間内に全て取ることでボーナスとしてリングが大幅に追加される。
ランキングシステム
ランキングシステムもあり、ネット接続することで離れたプレイヤーと記録を競いあうことができる。
両エピソード購入特典
『エピソードI、II』両方を購入した状態で『エピソードII』のロックオンシステムを発動させると、『ソニック・ザ・ヘッジホッグCD』後のメタルソニックの活躍を描いた『エピソードメタル』がプレイできる。

## 登場キャラクター
主要キャラクター
- ソニック・ザ・ヘッジホッグ - カオスエメラルドを全て揃えるとスーパーソニックに変身可能。
- Dr.エッグマン
- マイルス "テイルス" パウアー - 『エピソードII』より追加
- メタルソニック - 『エピソードII』より追加。なお、『エピソードI』のエンディング後にもシルエットで登場していた。

敵キャラクター
メガドライブ版の敵キャラも再び登場する。ここでは本作に登場する新たな敵キャラを記載する。
- ウリボ
- シューン
- ドドン
- ヤドリン
- ベアラ
- スカラ
- ボーラ
- ドワーム

## ステージ
『エピソードI、II』共に各ゾーンは原則3つのACTとBOSS ACTで構築されており、それらを選択してプレイし新たなACT・ゾーンを開放していく。各ACTには日本語のサブタイトルが用意されている。

### エピソードI
SPLASH HILL ZONE
草原地帯ステージ。
CASINO STREET ZONE
カジノが舞台のステージ。ステージ全体がピンボールのような作りになっていて、スロットマシンもある。
LOST LABYRINTH ZONE
水中を進むところがある。槍や岩などのトラップが設置されている。
MAD GEAR ZONE
プレス機やベルトコンベアなどのトラップが設置されている。
E.G.G. STATION ZONE
エッグマンの宇宙基地が舞台となったステージ。このステージはBOSS ACTのみで、これまでに戦ったエッグマンモービルともう1度再戦する形になる。最終決戦では巨大なデスエッグロボとの戦いとなる。

### エピソードII
SYLVANIA CASTLE ZONE
コースの半分程度が水没した遺跡の中を進むステージ。
ボスはエッグサーペント。
WHITE PARK ZONE
ACT1とACT3は雪原や洞窟の中を、ACT2はジェットコースターのレールの上を猛スピードで駆け抜けるステージ。
ボスはメタルソニック。
OIL DESERT ZONE
砂漠にある原油採掘基地を進むステージ。ACT1では強風が吹き荒れており、風に流されやすくなっている。
ボスはエッグスプクラップマシン。
SKY FORTRESS ZONE
空中にあるエッグマンの飛行船の中を進むステージ。大部分をトルネード号に乗りながら進むことになる。所々でメタルソニックが妨害してくる。
ボスはメタルキャリアー
DEATH EGG mk.II ZONE
エッグマンの宇宙基地の中を進むステージ。ここはACT1とBOSS ACTのみとなっている。
ACT1ではメタルソニックと2回対決することになり、2回目の対決ではメタルソニックとのレースとなる。
ACT2のボスはエッグハート。